# RULADA
Rulada (Ірина Цуканова; нар. 7 березня 1988, Одеська область) — українська співачка, композитор та автор пісень, музичний продюсер. Виконує пісні у стилях поп та техно, реп 

## Біографія
RULADA (Ірина Цуканова) народилася 7 березня 1988 року в селі Мирнопілля Одеської області. Її батьки-музиканти познайомилися в студентські роки. Мама довгий час працювала у сільському Будинку культури, була Директором музею. Рідного батька співачка ніколи не бачила. Дівчинку виховував вітчим Володимир – господарський і працьовитий чоловік. Майбутня артистка зросла в спартанських умовах. З молодих років допомагала дорослим по господарству, готувала їжу, торгувала на ринку і... співала. Практично з народження. У трирічному віці з Ірою стався трагічний випадок, який повинен був перекреслити її мрії про сцену. Дівчинка обпекла марганцем трахею, дихальні шляхи, зв'язки – всі органи, які беруть участь у витягу звуків. Діагноз лікарів був невблаганний: якщо маля й виживе, то, ймовірно, не зможе не тільки співати, але й говорити. Коли Іра лежала в місцевій лікарні під крапельницею, відбулося локальне землетрус. Всі пацієнти і медперсонал стрімко покинули приміщення, забувши про маленьку пацієнтку, що залишилася в палаті сам на сам з природним катаклізмом. Але вона не тільки вижила. Вона заспівала! 

## Родина
На момент знайомства з майбутнім чоловіком їй було 15 років, а йому - 16. Це сталося на міському концерті на головній площі Чернігова. Молоду людину вразило, що 15-річну дівчинку призначили керувати більш дорослими і досвідченим музикантами! У ніч після знайомства Артуру приснилося, що Іра - головна жінка його життя, його дружина. У свою чергу, в той же вечір Іра заявила мамі, що зустріла майбутнього чоловіка.
6 січня 2021 Артур Цуканов помер. Зупинка серця, коронавірусна пневмонія.

## Кар'єра
У 2013 році вийшов дебютний альбом Ірини Цуканової «Боже, немає Тебе дорожче». 
З 2016-му - альбом RULADA «Є час» з піснями українською мовою, куди увійшли вже відомі композиції: «Мати», «Очі України», «Не здавайся», «Зустріла» та інші.
У 2017 році RULADA починає новий етап своєї сольної кар'єри з пісні і відео «Не Залишайся», які не залишать байдужим будь-якого, хто пізнав справжню силу Любові.

## Музична творчість

### Дискографія

#### Боже, нет тебя дороже (2013)
- Сила Бога живого
- Твоя любов (укр. версия)
- Пробуждение
- Верой
- Исповедь
- Ты призван
- Жажду я Тебя
- Чуйте небеса (укр. версия)
- В Твоей силе
- Твоим дождем
- Надія
- Твоя любовь (рус. версия)
- Слышьте небеса (рус. версия)

#### Є час (2016)
- Є час
- Передчуття
- Сон
- Колись
- Де тихо
- Сила любові
- Пам'ятаю
- Не залишай
- Зустріла
- Очі України
- Не здавайся
- За кроком крок
- Щастя
- Мати
- Я люблю тебе

#### EP  Маленькі люди (2018)
- Доли [Архівовано 30 серпня 2019 у Wayback Machine.]

- Долі [Архівовано 30 серпня 2019 у Wayback Machine.]

- Маленькі люди

- Рулада [Архівовано 19 січня 2020 у Wayback Machine.]

- Все добре є

- И все хорошо [Архівовано 30 серпня 2019 у Wayback Machine.]

- Fates

- З Днем Народження [Архівовано 20 лютого 2020 у Wayback Machine.]

### Музичні відео
| Рік  | Назва                 | Режисер           |
| ---- | --------------------- | ----------------- |
| 2014 | Возвращение           | Артур Цуканов     |
| 2014 | Твои Слова            | Андрей Мухин      |
| 2014 | Мати                  | Андрей Мухин      |
| 2017 | Очі України           | Артур Цуканов     |
| 2017 | Не залишай            |                   |
| 2018 | Доли                  | Alena Viniarskaya |
| 2018 | Долі                  | Alena Viniarskaya |
| 2018 | И все хорошо          | DVIZHON           |
| 2018 | Все добре є           | DVIZHON           |
| 2020 | Боже, нет тебя дороже | Артур Цуканов     |